# IC 3069
IC 3069 ist eine Spiralgalaxie vom Hubble-Typ S im Sternbild Jungfrau am Nordsternhimmel. Sie ist schätzungsweise 259 Millionen Lichtjahre von der Milchstraße entfernt.
Das Objekt wurde am 7. Mai 1904 von Royal Harwood Frost entdeckt.